# Droit moldave
Le droit moldave est le droit de tradition civiliste, de la branche du droit soviétique, appliqué en Moldavie.

## Sources du droit

### Constitution
La Constitution est, selon son préambule, « la loi suprême de la société et de l’État ». Ce caractère de loi suprême est confirmé à l'article 7 qui précise, par ailleurs, que toute norme juridique contraire à la Constitution est inapplicable.

### Normes internationales
Avant la ratification d'un traité international, sa compatibilité avec la constitution doit être vérifiée. S'il contient des dispositions contraires à la Constitution, celle-ci doit être modifiée.

### Législation
Le pouvoir législatif est confié au Parlement.

## Sources

## Compléments